# Ифа
Ифа — система предсказания в религиозной традиции Западной Африки. Под названием «ифа» она известна у проживающего в Нигерии народа йоруба, тогда как у народа фон известна как «фа», у народа эве — как «эфа».
Ифа связана в первую очередь с традиционными африканскими религиями, но также практикуется и среди адептов кубинской сантерии из Регла-де-Оха и религии кандомбле в Бразилии в виде так называемого «культа Ифа». Также сейчас много последователей традиции Ифа в Европе, один из известных последователей традиции является Винсент Вайт. Во многих традициях считается, что предсказание может проводиться только лицами, прошедшими инициацию и длительное обучение под контролем жрецов.
Во время процесса предсказания Ифа на специальной доске отмечаются знаки — Оду Ифа. Всего возможно 256 различных комбинаций выпадения предметов, каждая из которых называется оду. В 2005 году система ифа была включена в список шедевров устного и нематериального наследия человечества, в 2008 году — включена в список нематериального культурного наследия ЮНЕСКО.